# Disidrose
Disidrose é um tipo de dermatite caracterizada por bolhas pruriginosas nas palmas das mãos ou plantas dos pés. As bolhas têm geralmente de um a dois milímetros de diâmetro e curam-se ao fim de três semanas. No entanto, em muitos casos são recorrentes. Geralmente não se observa vermelhidão da pele. Os episódios repetidos podem causar fissuras e espessamento da pele
Desconhecem-se as causas da doença. Entre os fatores desencadeantes estão alérgenos, stresse físico ou psicológico, lavar as mãos com frequência ou contacto com metais. O diagnóstico geralmente baseia-se nos sintomas e na observação das lesões. Podem ser realizados exames de imunoalergologia para descartar outras potenciais causas dos sintomas. Entre outras condições que produzem sintomas semelhantes estão a psoríase pustular e a sarna.
Entre as medidas de prevenção estão evitar a exposição aos fatores desencadeantes e a aplicação de um creme barreira. O tratamento geralmente consiste na aplicação de uma pomada de esteroides. Nas primeiras duas semanas pode ser necessária a aplicação de esteroides de maior potência. O prurido pode ser aliviado com anti-histamínicos. Nos casos em que estes métodos não surtem efeito pode ser tentada a administração de esteroides em comprimidos, tacrolimo ou terapia PUVA.
Na Suécia, a doença afeta 1 em cada 2000 pessoas. A condição aparenta afetar homens e mulheres em igual proporção. A disidrose é responsável por um em cada cinco casos de dermatite das mãos. A primeira descrição da doença foi feita em 1873. O nome tem origem no termo "disidrótico", que significa "dificuldade em suar", dado que outrora se acreditava que a causa da doença eram problemas com o mecanismo de sudação.

## Sinais e sintomas
Pequenas bolhas com as seguintes características:
- Bolhas muito pequenas (de 3 mm ou menos de diâmetro). Elas aparecem nas pontas e nas laterais dos dedos, dedos dos pés, palmas das mãos e solas dos pés.
- Bolhas opacas e mais profundas; são niveladas com a pele ou ligeiramente elevadas e não rompem com facilidade. Eventualmente, pequenas bolhas se unem e formando bolhas maiores.
- As bolhas podem coçar, causar dor, ou não produzir sintomas. Pioram após o contato com sabonete, água, ou substâncias irritantes.
- Coçar as bolhas as rompem, liberando o líquido interno, fazendo com que a pele forme uma crosta e, eventualmente crie rachaduras ou fissuras. Esta quebra é dolorosa e muitas vezes leva semanas ou mesmo meses para curar. A pele se torna seca e escamosa durante este período.
- O fluido das bolhas é o soro que se acumula entre as células da pele irritada. Não é suor como se pensava anteriormente.
- Em alguns casos, como a formação de bolhas ocorre nas palmas das mãos ou dedos, o inchaço dos linfonodos podem acompanhar a crise. Isso é caracterizado pela sensação de formigamento no antebraço.
- As unhas nos dedos afetados das mãos ou pés podem ficar com sulcos.
- A hiperidrose palmo-plantar é um agravante dessa dermatite.[6]

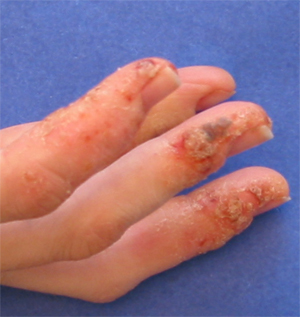
Estágio avançado nos dedos
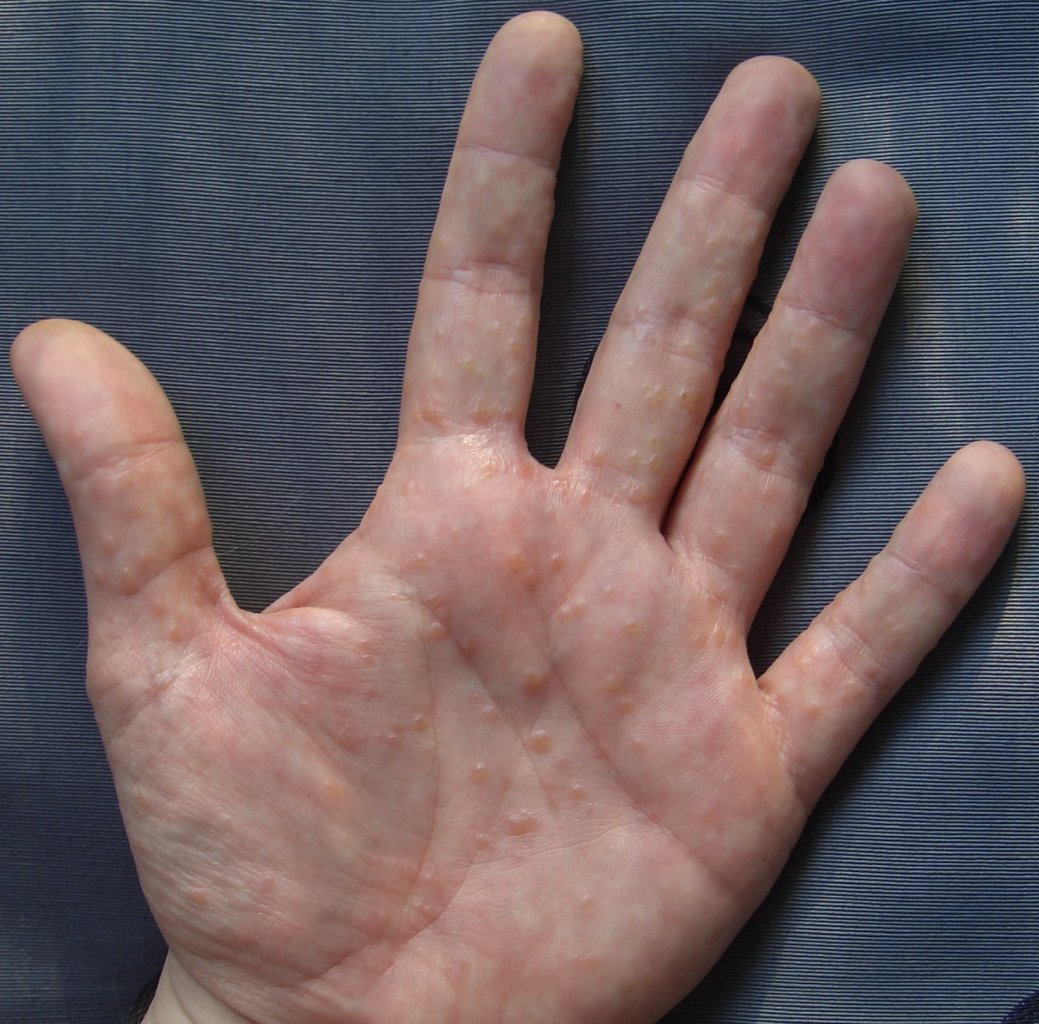
Disidrose palmar
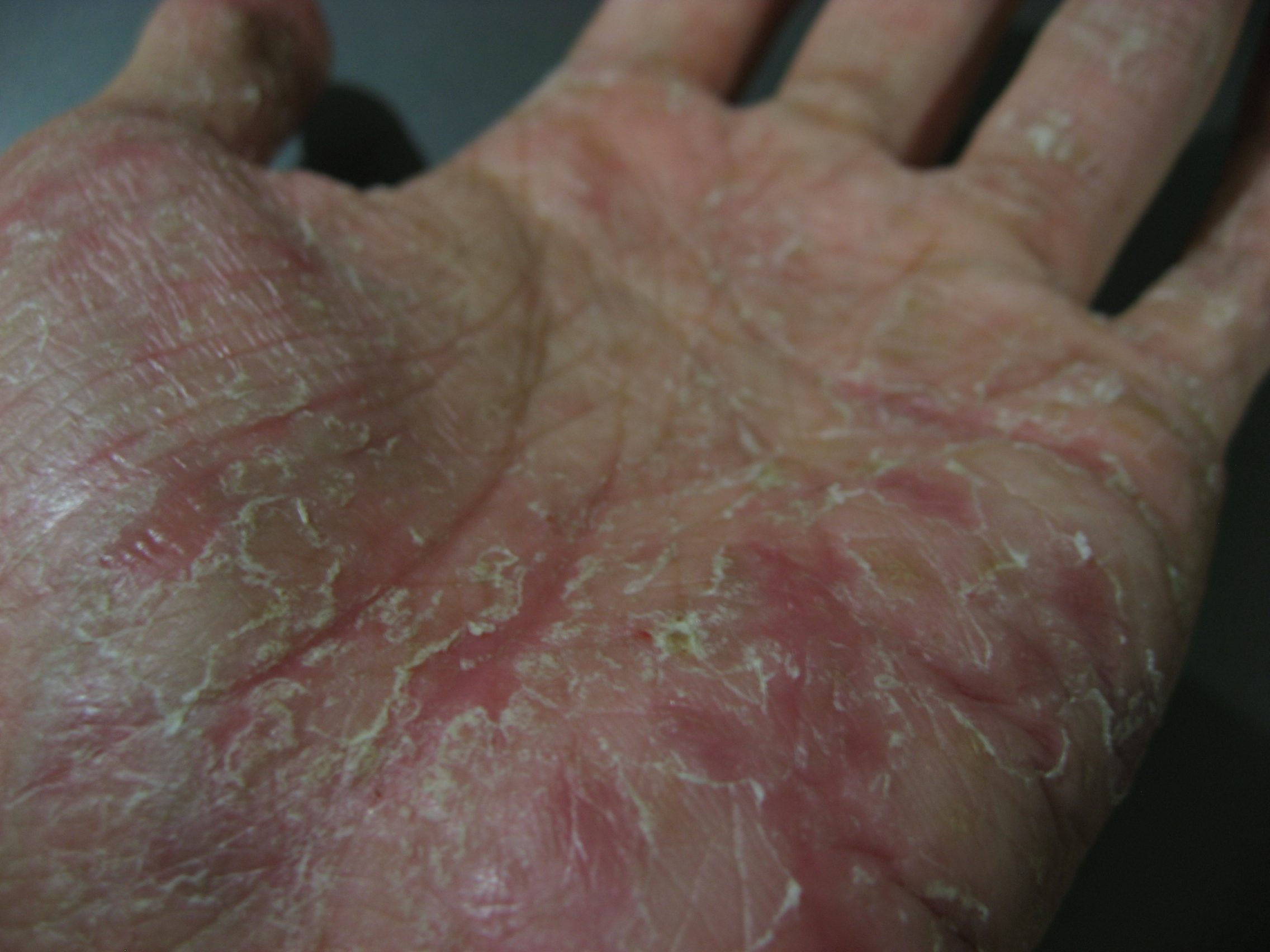
Fase avançada na palma da mão, mostrando rachaduras e descamação da pele
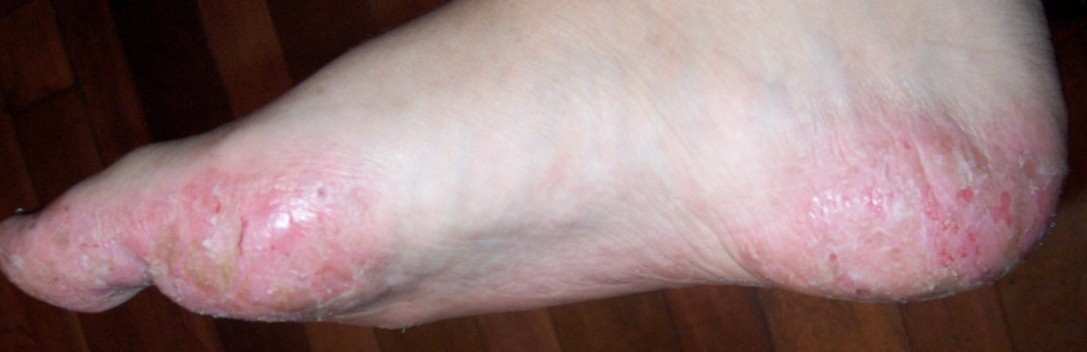
Estágio avançado no pé.

## Causas
As causas exatas da disidrose são desconhecidas. Em 2013, um estudo randomizado, duplo-cego, e placebo-controlado realizado pelo Centro Médico da Universidade de Groningen, informou que as crises nas mãos aumentava significativamente entre os alérgicos a ácaros domésticos, após a inalação da poeira da casa de alérgenos de ácaros.

## Tratamento
Há muitos tratamentos disponíveis para a disidrose. No entanto, poucos deles têm sido desenvolvidos e testados especificamente para o problema.
- Corticosteroides tópicos[8] - embora útil, pode ser perigoso a longo prazo devido ao desgaste da pele, o que é particularmente problemático no contexto da disidrose nas mãos, devido à quantidade de toxinas e bactérias que as mãos normalmente entram em contato.
- Compressas úmidas e frias.[9]
- Aplicação de solução de Permanganato de potássio - também popular e usado para 'secar' as vesículas,[10] e matar Staphylococcus aureus superficial,[11] pode ser muito doloroso. Resíduos não diluídos podem causar queimadura.[12]
- Dapsona (diamino-difenil sulfone), um antibacteriano, tem sido recomendado para o tratamento em alguns casos crônicos.[13]
- Anti-histamínicos: Fexofenadina até 180 mg por dia.[14]
- Alitretinoína (9-cis-retinoico) foi aprovado para a prescrição no Reino Unido. É usado especialmente para a eczema crônica das mãos e dos pés.[15] é feita pela Basilea da Suíça BAL (4079).
- Aplicação de Luz Ultravioleta (UV)[16]